# At tro på at tro
At tro på at tro er en bog fra 2003 af Tor Nørretranders.

## På film
- Bogen optræder i den danske film Nynne. Personerne der foregiver at være intellektuelle og udtaler sig om det at tro, citerer blot bagsiden af omslaget, da ingen af dem har læst bogen.

| Bog | Spire Denne artikel om bøger og tidsskrifter er en spire som bør udbygges. Du er velkommen til at hjælpe Wikipedia ved at udvide den. |